# Wasserversorgung im Römischen Reich

Der Pont du Gard, der Nîmes mit Wasser versorgte.

Die Wasserversorgung im Römischen Reich mit ihren Wasserleitungen über Aquädukte gilt als typischer Bestandteil der römischen Kultur. Sie führten Wasser bis zu 100 km weit (zum Beispiel die Eifelwasserleitung) meist unterirdisch, teilweise aber auch über Brücken in größere Städte des römischen Reiches. Rom allein wurde von elf Aquädukten versorgt. In vielen Städten wurde das Wasser durch eine Kanalisation auch wieder entsorgt.

## Übersicht

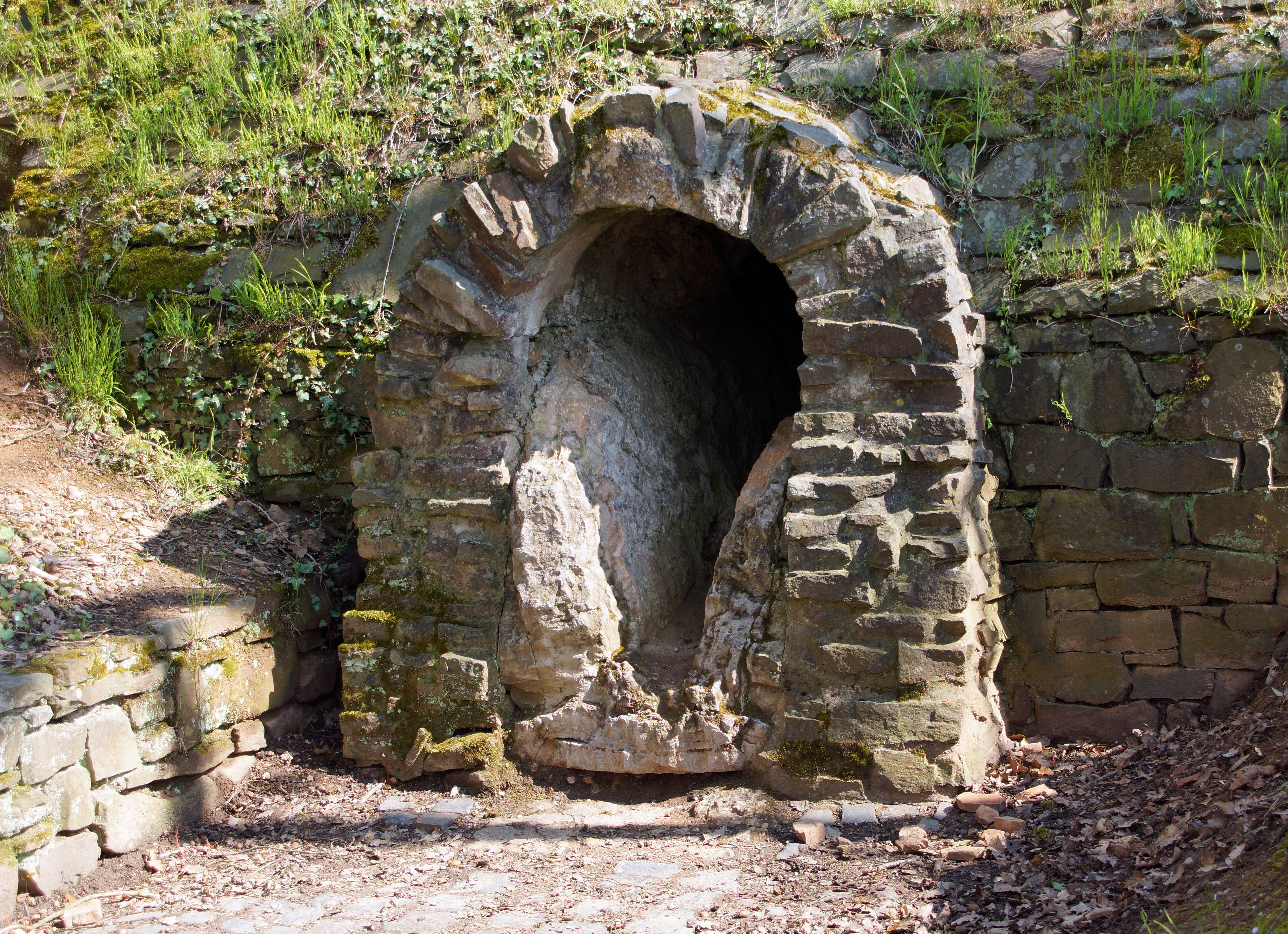
Versinterte Eifelwasserleitung

Der erste Aquädukt Roms, Aqua Appia, wurde 312 v. Chr. durch Appius Claudius Caecus erbaut. Er begann an der Via Praenestina, floss etwa 17 Kilometer unterirdisch und wurde über die Porta Capena in die Stadt zum Campus Martius geleitet.
Besonders in Rom ermöglichten die Leitungen einen gigantischen Trinkwasserverbrauch: Nach einer Zählung um das Jahr 400 n. Chr. gab es allein in Rom elf Aquädukte, elf Thermen, 856 Privatbäder und 1352 Brunnen. Anhand von Ablagerungen an den Wänden der Wasserleitungen und anderer archäologischer Befunde kann man den Pro-Kopf-Verbrauch schätzen. Nach Heinz Otto Lamprecht, der die Bevölkerungszahl jedoch wesentlich geringer als die meisten sonstigen Altertumsforscher schätzt, lag dieser zwischen 370 und 450 Liter täglich (in Deutschland betrug er im Jahr 2005 126 Liter/Tag). Auch heute sind in Rom noch drei Aquädukte in Betrieb: die Aqua Virgo, heute Acqua Vergine (speist den Trevi-Brunnen und weitere ca. 70 Brunnen), die Aqua Alexandrina, heute Acqua Felice (sie speist den Mosesbrunnen) und die Aqua Traiana, heute Acqua Paola (sie speist die Fontana dell'Acqua Paola). Überreste von sieben Aquädukten sind im Parco degli Acquedotti zu sehen.
Auch zahlreiche andere Städte wurden mit Aquädukten versorgt, wie Augusta Treverorum (Trier), Mogontiacum (Mainz), Colonia Ulpia Traiana (Xanten), Lugdunum (Lyon), Aspendos, Nemausus (Nîmes), Tarraco (Tarragona) oder Segovia. Im Deutschen werden mit Aquädukt meist nur die über Bogenkonstruktionen geleiteten Leitungen verstanden, im Latein bezeichnet das Wort jede Wasserleitung, unabhängig davon, ob sie unter- oder oberirdisch verläuft.
Sextus Iulius Frontinus, der im Jahr 97 n. Chr. Curator aquarum war, berichtet über die neun nach Rom führenden Aquädukte, die bis zum Ende des ersten Jahrhunderts n. Chr. errichtet waren. Gleich drei davon ließ Marcus Vipsanius Agrippa im 1. vorchristlichen Jahrhundert errichten, einige ältere wiederherstellen. Im 2. und 3. Jahrhundert kamen noch zwei weitere Aquädukte hinzu, über die Frontinus noch nicht berichten konnte. Die antike Metropole Rom wurde somit über elf Aquädukte mit Wasser versorgt. Dabei sind die zahlreichen Abzweigungen bei der Zu- und Ableitung nicht berücksichtigt.
| Name                | Baujahr         | Länge [m] | Höhe der Quelle über Meeresspiegel | Höhe in Rom | Querschnitt im Unterlauf [B×H in m] | Kapazität an der Quelle [m³/Jahr] | Wasserqualität               |
| ------------------- | --------------- | --------- | ---------------------------------- | ----------- | ----------------------------------- | --------------------------------- | ---------------------------- |
| Appia               | 312 v. Chr.     | 16.445    | 030                                | 20          | 0,7×1,7                             | 21.848.900                        | ausgezeichnet                |
| Anio Vetus          | 272–269 v. Chr. | 63.705    | 280                                | 48          | 0,9×2,3                             | 52.652.856                        | schlechtes, trübes Wasser    |
| Marcia              | 144–140 v. Chr. | 91.424    | 318                                | 59          | 1,5×2,6                             | 56.148.680                        | ausgezeichnet                |
| Tepula              | 125 v. Chr.     | 17.745    | 151                                | 61          | 0,8×1,1                             | 05.327.540                        | warmes Quellwasser           |
| Julia               | 33 v. Chr.      | 22.854    | 350                                | 64          | 0,6×1,5                             | 14.438.232                        | ausgezeichnet                |
| Virgo               | 19 v. Chr.      | 20.697    | 024                                | 20          | 0,6×1,8                             | 29.977.888                        | ausgezeichnet                |
| Alsietina (Augusta) | 10–2 v. Chr.    | 32.848    | 209                                | 17          | 1,8×2,6                             | 04.693.024                        | nur als Brauchwasser benutzt |
| Claudia             | 38–52 n. Chr.   | 68.751    | 320                                | 67          | 0,9×2,0                             | 55.155.004                        | ausgezeichnet                |
| Anio Novus          | 38–52 n. Chr.   | 86.964    | 400                                | 70          | 1,2×2,7                             | 56.723.336                        | schlechtes, trübes Wasser    |
| Traiana             | 109 n. Chr.     | 59.200    | 250                                | 30          | 1,3×2,3                             | —                                 | —                            |
| Alexandrina         | 226 n. Chr.     | 22.531    | Ca. 500                            | 20          | —                                   | —                                 | —                            |

## Wasserleitungen
Während in der Frühzeit des Römischen Reiches außer Brunnen vorwiegend nahe Flüsse und Quellen für die Wasserversorgung dienten, sank wegen der wachsenden Bevölkerung jedoch die Qualität und auch die Menge genügte nicht mehr. Zu diesem Zeitpunkt wäre eine natürliche Wachstumsgrenze erreicht worden, so dass man nun Wasser aus anderen Quellen nach Rom leiten musste.

### Leitungen außerhalb der Stadt

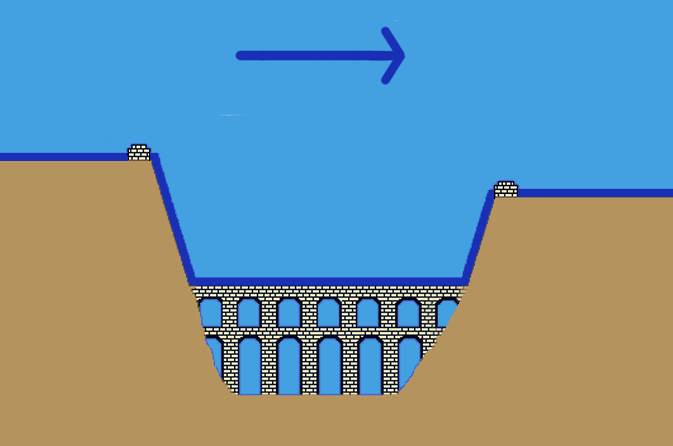
Eine Druckrohrleitung (Siphon)

Vitruv beschreibt in seinem Buch de architectura, wie man Wasserquellen suchen sollte:

„Man lege sich vor Sonnenaufgang mit dem Gesicht auf die Erde und stütze das Kinn auf und beschaue die Umgebung […] erblickt man sich kräuselnde und in die Luft aufsteigende feuchte Dünste, sollte man dort graben.“

Die Quellen wurden meist mit wasserdurchlässigen Mauern, durch die das Wasser sickerte und damit auch leicht gereinigt wurde, eingefasst. Die größte Wegstrecke von der Quelle legt das Wasser unterirdisch in Freispiegelleitungen aus Ziegeln oder Opus Caementitium zurück. Ungefähr 430 Kilometer von insgesamt 504 Kilometer Wasserleitung nach Rom verliefen unterirdisch, das sind 85 %. Dadurch blieb das Wasser im Sommer kühl und im Winter frostfrei. Das Gefälle war teilweise erstaunlich gering: Beim Pont du Gard beträgt es 0,035 %, d. h. 35 Zentimeter auf einen Kilometer, bei der aqua Marcia 0,29 % (2,9 Meter je Kilometer), und bei der aqua Claudia 0,37 % (3,7 Meter je Kilometer).

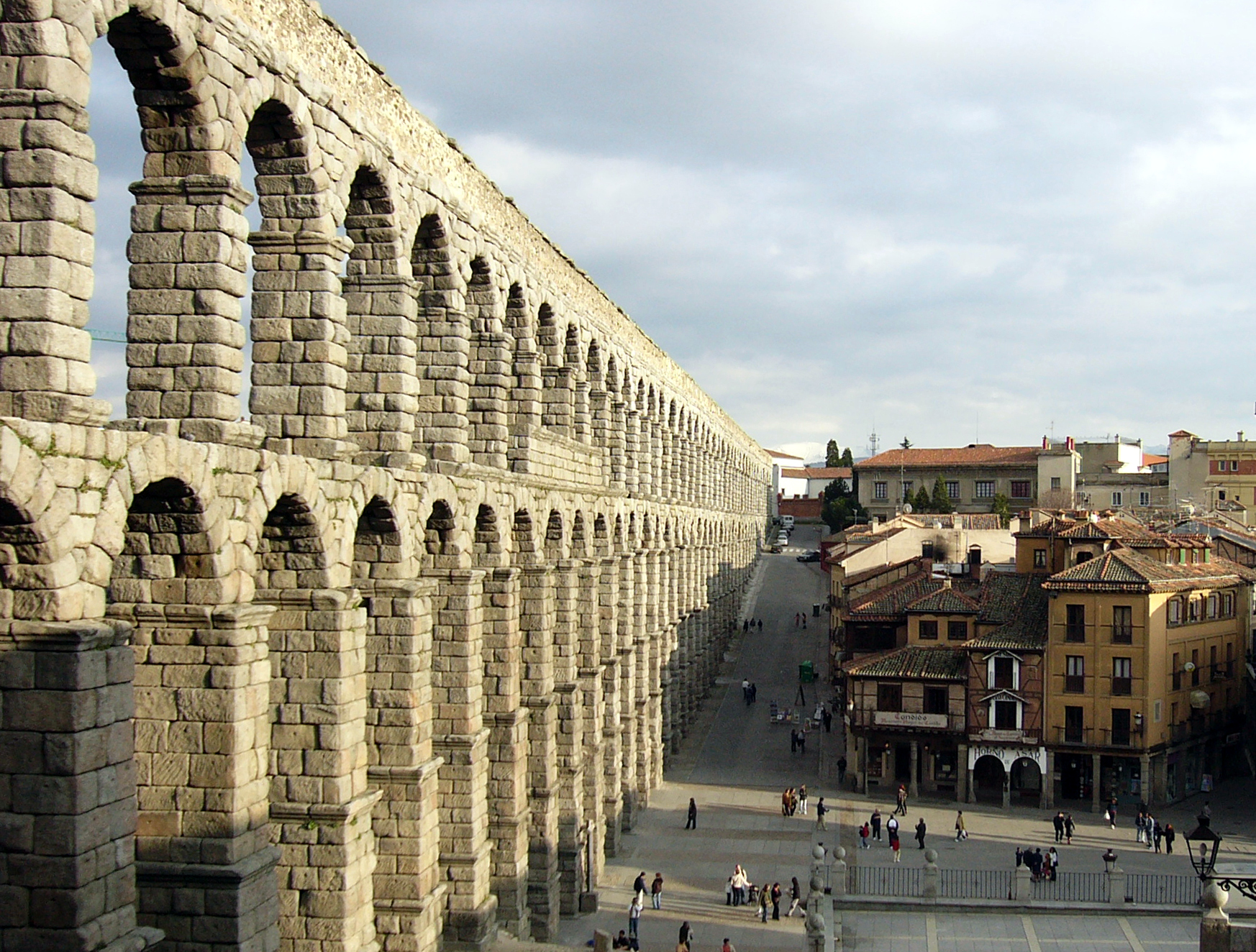
Aquädukt in Segovia

In regelmäßigen Abständen waren Belüftungs- und Inspektionsschächte eingebaut. Die Kanäle waren meist rechteckig und von einem gemauerten Gewölbe überdeckt. Je nach der Wassermenge waren sie zwischen einem halben und zwei Meter breit. Innen waren sie wasserundurchlässig mit Kalk oder opus signinum verputzt.
Wenn eine unterirdische Verlegung nicht möglich war, wie bei Taleinschnitten, wurde das Wasser meist über ein oft mehrstöckiges Brückenbauwerk geleitet. Bei Taltiefen über 50 m wurde eine Druckrohrleitung (Siphon oder auch Düker), die auf dem Prinzip der kommunizierenden Röhren beruhte, gebaut (wie in Aspendos). Wenn die Leitung einen Hügel schnitt, der nicht umgangen werden konnte, wurde normalerweise ein Stollen mit Belüftungsschächten in der Qanatbauweise aufgefahren.

### Innerstädtische Leitungen
In der Stadt angekommen wurde das Wasser meist zentral in das castellum (auch Wasserschlösschen genannt) geleitet. Dies war ein großes Bassin, in dem alles Wasser gesammelt, gereinigt und an die verschiedenen Abnehmer verteilt wurde. Besonders in trockenen Gebieten wurde das Wasser in riesigen Zisternen, wie der Fildami-Zisterne in der Nähe Konstantinopels gespeichert, diese fasste gute 100.000 Kubikmeter für Trockenzeiten.

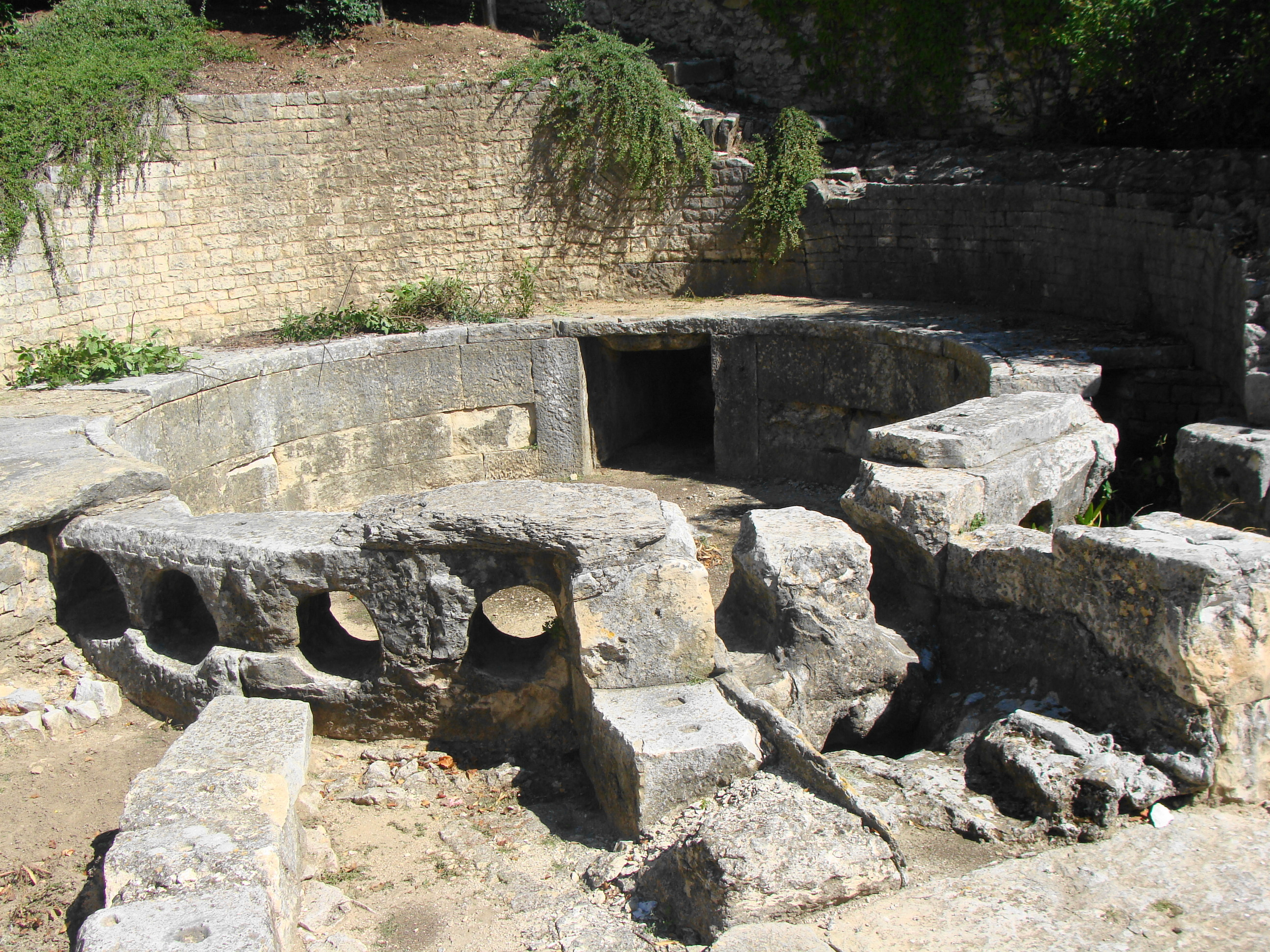
Castellum in Nîmes.

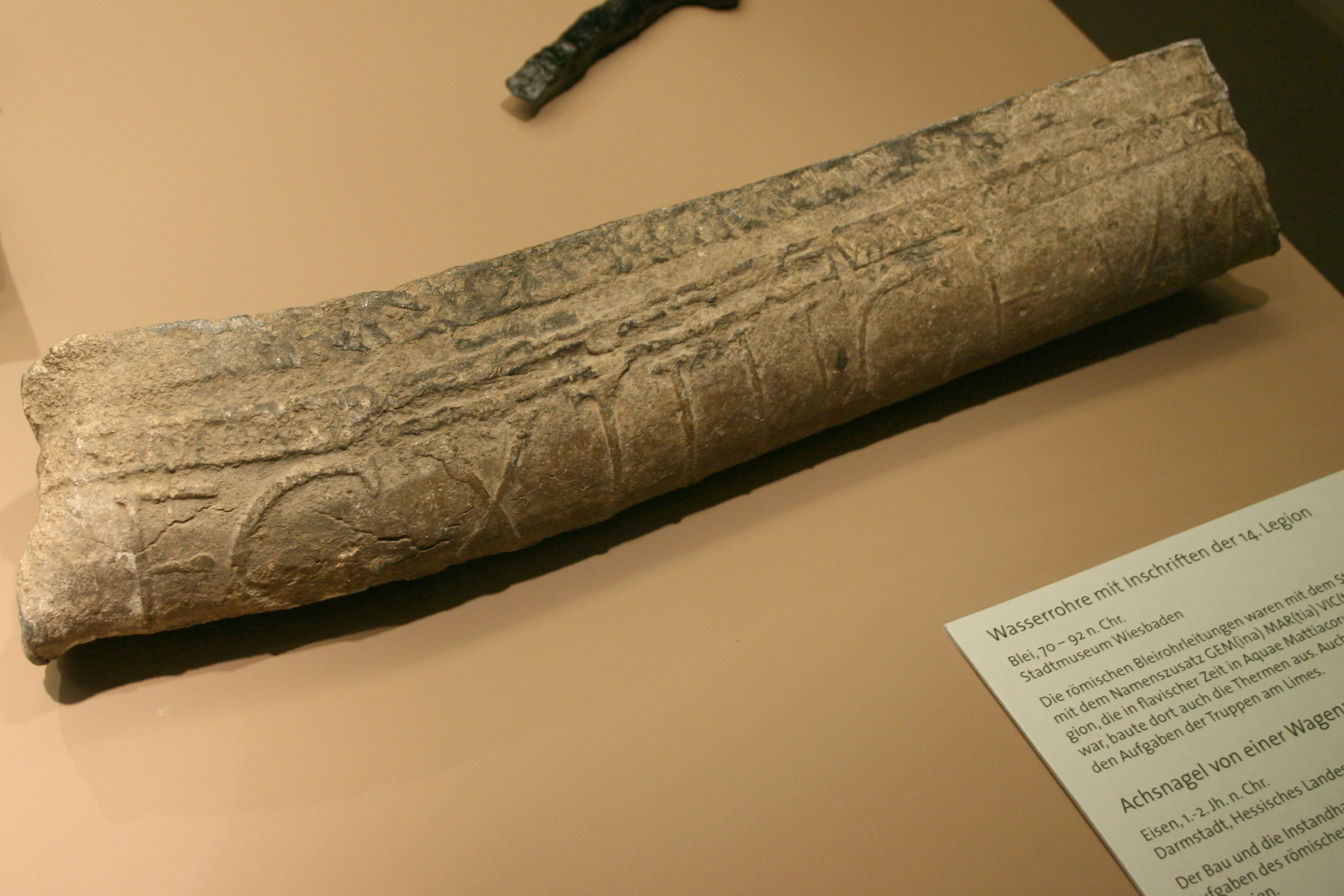
Bleirohr mit Inschrift der Legio XIIII Gemina aus Wiesbaden (Aquae Mattiacorum).

Sextus Iulius Frontinus, der im Jahr 94 Curator aquarum war, empfiehlt, von dem Bassin aus drei Abflüsse in unterschiedlicher Höhe anzulegen: Einen unten, wo fast immer Wasser fließt, für die öffentlichen Brunnen, einen zweiten höher für andere öffentliche Gebäude wie die Thermen oder die Nymphäen und den dritten höchsten, durch den oft kein Wasser kommen konnte, für die Privatabnehmer, die dafür ein festgelegtes Wassergeld zahlen. Dieses System wurde aber nur selten angewandt wie in Pompeii, meist lagen die Abflüsse auf gleicher Höhe.
Innerhalb der Stadt wurde das Wasser dann mittels Ton- oder Bleidruckrohren (fistulae) verteilt, teilweise wurden sogar Betonfertigteile verwendet. Besonders in größeren Städten wie in Pompeii wurden sieben Meter hohe Wassertürme dazwischen verteilt, um den Wasserdruck hoch zu halten, aber auch damit während Reparaturen die Wasserversorgung nicht erlag. Für die Rohre wurden sehr große Mengen Blei benötigt. Ein Bleirohr mit einem Durchmesser von etwa zehn Zentimetern benötigte für eine Rohrlänge von 37,5 m etwa eine Tonne Blei. Dabei stellte ein solches 20 digiti-Rohr nur eine mittlere Größe in den bei Vitruv benannten, einheitlichen Rohrstärken dar. Das mit 100 digiti größte beschriebene Rohr käme auf ein Gewicht von etwa 133 kg/m.

### Wasserdiebstahl
Die meisten Römer mussten ihr Wasser an den öffentlichen Brunnen holen, vielfach wurde aber die Leitung aus Bleirohren „angestochen“, um damit die eigenen Felder zu bewässern.

„[…] eine Vielzahl der Grundbesitzer, an deren Feldern die Aquädukte vorbeiführen, zapfen die Leitungen an; daher kommt es, dass tatsächlich die öffentliche Wasserversorgung durch Privatleute zum Erliegen kommt, nur damit diese ihre Gärten bewässern können.“

Da die Leitung für Privatleute oft kein Wasser führte, wurden teilweise sogar innerhalb der Stadt unterirdisch illegale Leitungen verlegt und damit die Leitung für die öffentlichen Brunnen angezapft.

„In weiten Gebieten verlaufen an verschiedenen Plätzen verborgene Leitungen unter dem Straßenpflaster. Ich fand heraus, dass diese Rohre durch spezielle Abzweigungen Wasser an all diejenigen lieferten, die Geschäftshäuser in den betreffenden Gegenden hatten, wobei die öffentlichen Rohre zu diesem Zweck hier und dort durch ‚Anstiche‘ angebohrt wurden. Wie viel Wasser auf diese Weise gestohlen wurde, kann ich nur anhand der Tatsache abschätzen, dass eine beträchtliche Menge Blei durch die Entfernung derartiger Abzweige eingebracht wurde.“

Einen gewissen Schutz gegen privaten Missbrauch bot die römische Praxis der Bleirohrinschriften.

### Wasserqualität
Die Qualität des nach Rom geleiteten Wassers unterschied sich stark in Hinsicht auf Reinheit und Geschmack. Das schlechtere Wasser wurde nur als Brauchwasser verwendet. Für die Wasserqualitäten einzelner Leitungen siehe die Tabelle oben.
Die Quelle des Anio Novus verlor bei jedem Regen ihre vorherige Qualität. Nachdem der Versuch misslang, das Wasser mit anderem zu mischen, versuchte man, es in ein Bassin zu leiten, wo sich die Verunreinigungen absetzen sollten. Dies schlug allerdings auch fehl. Schließlich löste man das Problem, indem man das Wasser durch die dafür angelegten Stauseen von Subiaco leitete. Dort setzten sich die Sedimente ab und das Wasser gewann wesentlich an Reinheit.
Obwohl bereits Vitruv vor den negativen gesundheitlichen Folgen von Bleirohren gewarnt hatte, wurden dennoch die Rohre fast überall aus diesem praktischen, leicht zu verarbeitenden, wasserdichten Metall hergestellt.

### Unterhalt und Verwaltung

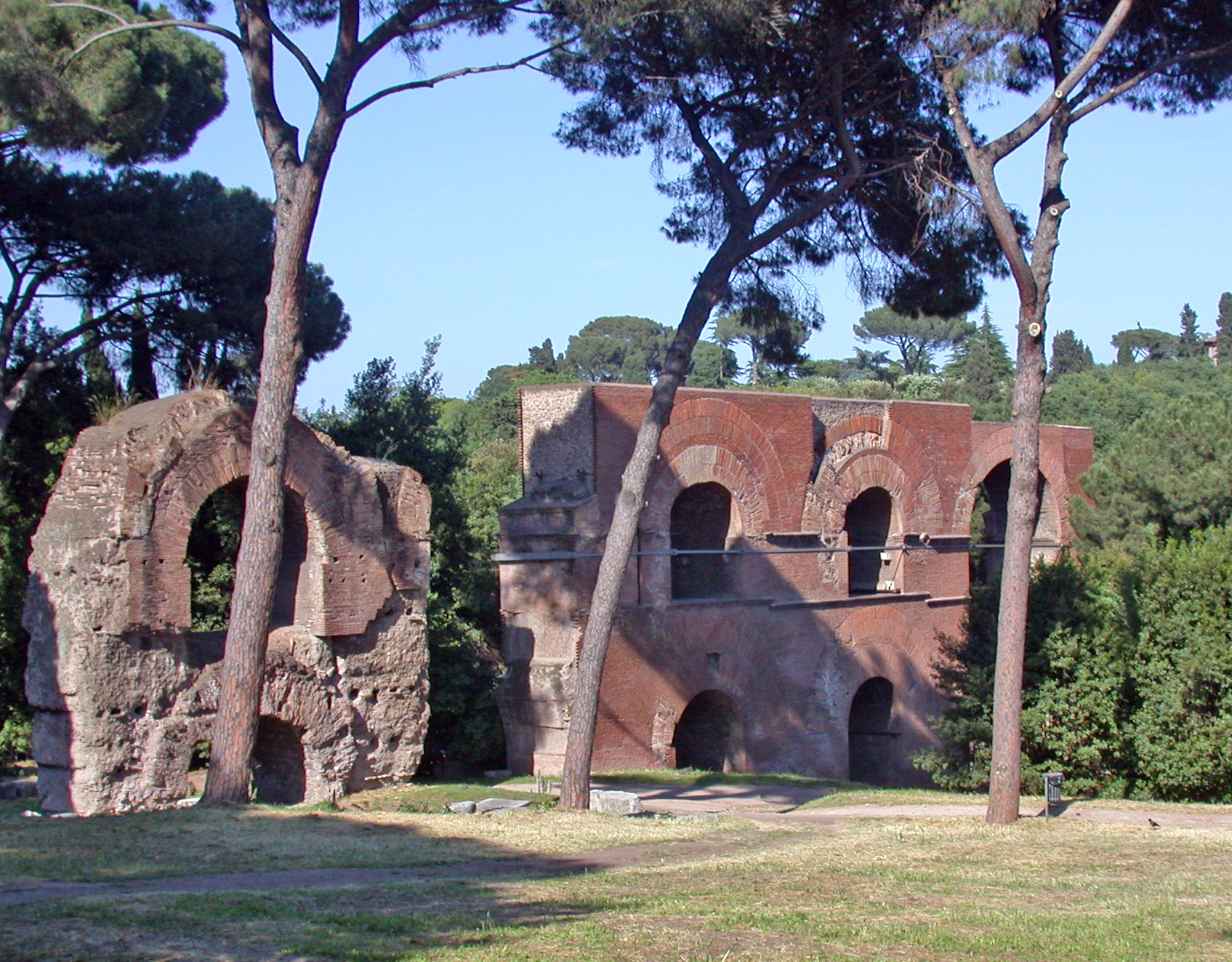
Die Aqua Claudia am Palatin

Während in der Republik noch vor allem die Censoren für den Bau und die Instandhaltung der Leitungen verantwortlich waren, gab es seit der Kaiserzeit das Amt des curator aquarum. Nach Frontinus unterstanden ihm ein Freigelassener, später ritterständischer Procurator aquarum und verschiedene Aufsichts- und Verwaltungsbeamte sowie eine Gruppe von staatlichen Monteuren (aquarii). Teilweise kamen dazu auch selbständige Firmen, die mit der Behörde Verträge zum Bau oder Unterhalt geschlossen hatten.
Beim Unterhalt gab es oft Probleme, besonders bei den Abschnitten, die über Brücken führten. Archäologische Befunde und schriftliche Quellen bezeugen, dass oft die Bauausführung nicht sorgfältig genug vonstattenging und daher häufige Reparaturen erforderlich machte, so zum Beispiel bei der Aqua Claudia. Schon zehn Jahre nach Fertigstellung mussten grundlegende Mängel beseitigt werden. Allein diese Reparatur dauerte neun Jahre, aber schon nach vier weiteren Jahren mussten die Reparaturen erneut ausgebessert werden. An den erhaltenen Resten des Aquädukts finden sich Hinweise darauf, dass sowohl bei der Bauausführung als auch bei den Reparaturen gepfuscht wurde.

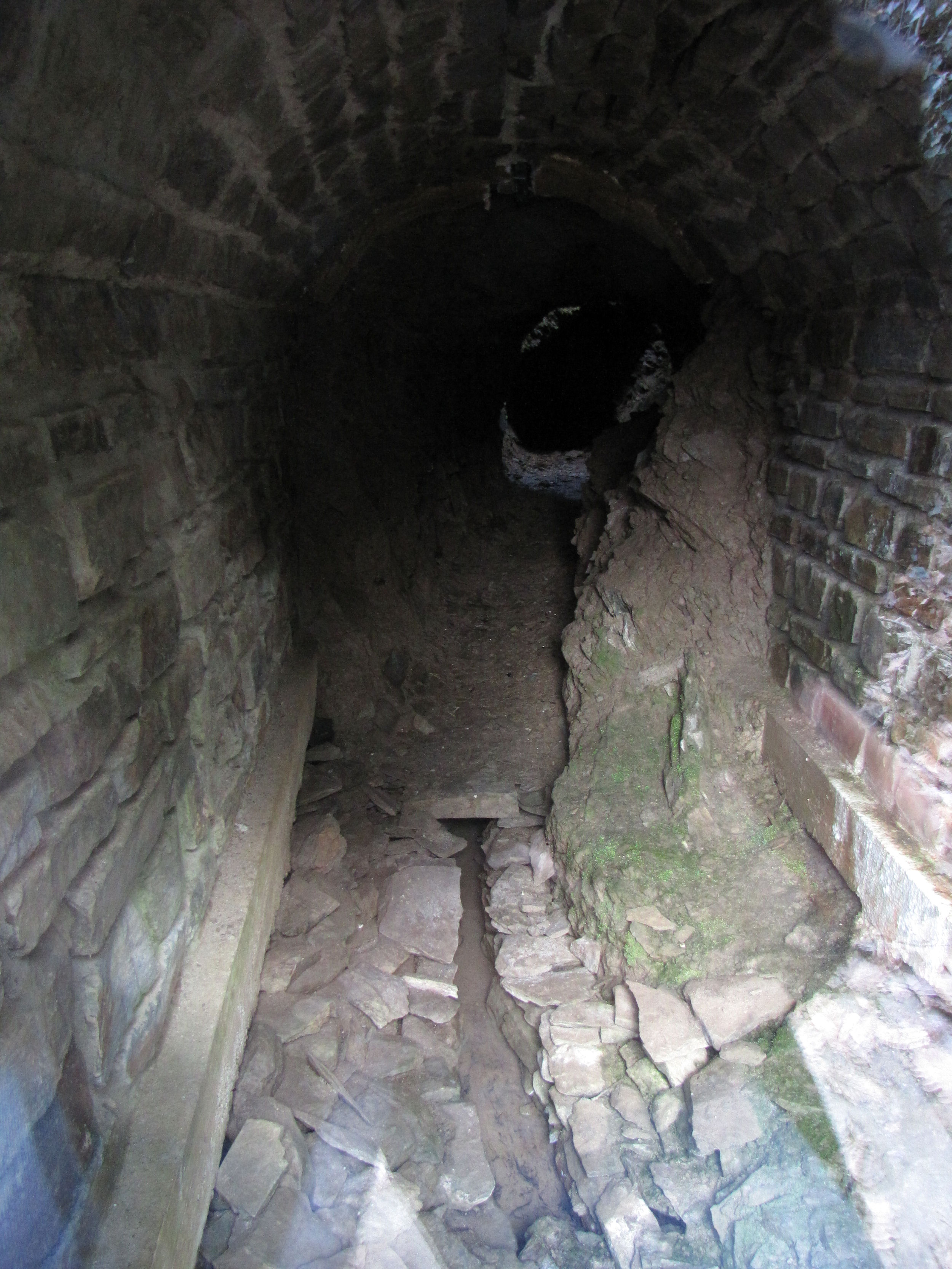
Wasserrinne der römischen Wasserleitung bei Brey

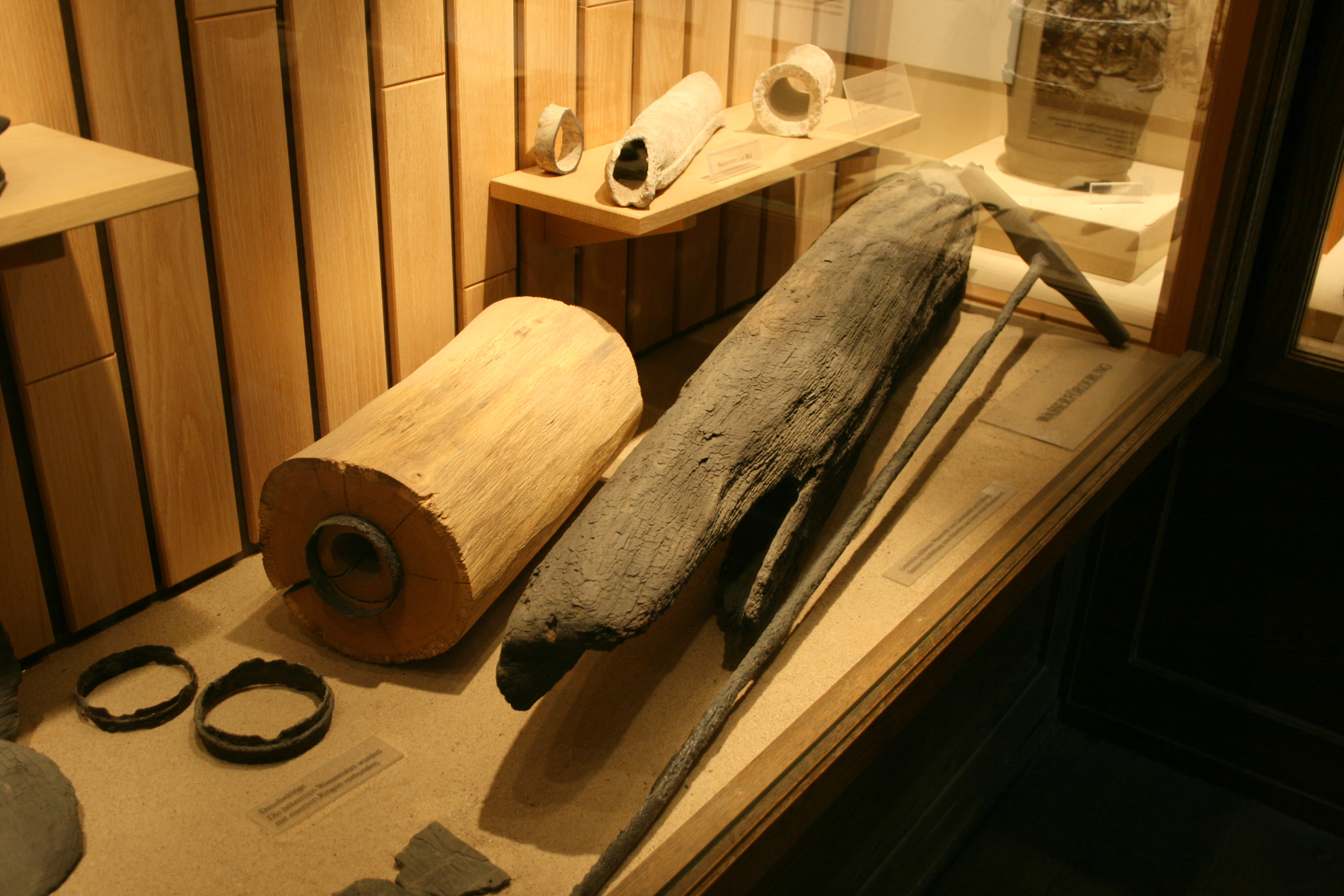
Wasserleitungen aus dem Saalburgmuseum Bad Homburg v. d. H. Oben Bleileitungen, unten rechts Holzleitung, links Rekonstruktion und eiserne Deichelringe.

Von auf diese Weise gescheiterten Projekten berichtet einer der Briefe des jüngeren Plinius an Kaiser Trajan aus Nikomedia in der Provinz Bithynia et Pontus:

„Für eine Wasserleitung, o Herr, haben die Einwohner von Nicomedia 3.318.000 Sesterzen aufgewandt, der Bau ist bis heute unfertig, eingestellt, sogar abgerissen worden; für eine andere Leitung haben sie wiederum 200.000 Sesterzen ausgegeben. Da auch diese aufgegeben wurde, muss nun von neuem Geld aufgebracht werden, damit die Leute endlich Wasser bekommen, die diese Summen unnütz vertan haben.“

### Römische Wasserversorgung in Deutschland
Reste von römischen Wasserleitungen finden sich in Deutschland in:
- Colonia Claudia Ara Agrippinensium – Eifelwasserleitung
- Colonia Ulpia Traiana (Xanten) – Wasserleitung von der Sonsbecker Höhe[15] sowie in der so genannten „Furth“ und beim Forsthaus Hasenacker[16]
- Mogontiacum – Römersteine im Zahlbachtal
- Rottenburg am Neckar (Sumelocenna) – Wasserleitung vom Rommelstal, Ende unbekannt[17]
- Römische Wasserleitung bei Brey
- Römische Ruwerwasserleitung bei Trier (Augusta Treverorum)

### Wasserversorgung von Dörfern, Kastellen und Villae rusticae
In ländlichen Siedlungen wurden überwiegend Brunnen zur Versorgung benutzt. Gebäude mit hohem Wasserbedarf wie Kastellbäder lagen oft nahe an Bächen und Flüssen, um eine einfache Zu- und Ableitung zu ermöglichen (wie beim Kastell Rückingen und Kastell Seligenstadt), oder an Quellen, wie beim Kastell Kapersburg. Inschriftliche Belege für den Bau und die zweimalige Erneuerung einer Wasserleitung liegen aus dem Westkastell von Öhringen vor.
Kürzere Entfernungen wurden durch abgedeckte Kanäle überwunden, sowohl gemauert als auch mit Steinen und Ziegelplatten ausgelegt und abgedeckt. Denkbar sind auch oberirdische Leitungen aus Holz, die sich aber nur unter günstigen Umständen erhalten haben. Gelegentlich können sie anhand von Funden eiserner Deichelringe nachgewiesen werden. Funde solcher Leitungen aus Ton sind gut belegt.
Auch manche Villa rustica verfügte durch Fassung einer nahe gelegenen Quelle über fließendes Wasser. Doch waren sie als landwirtschaftliche Betriebe auf die Nähe zum Wasser für die Viehhaltung angewiesen und besaßen ohnehin häufig einen Bachlauf innerhalb ihrer Nutzfläche.

### Staudämme
Im gesamten Römischen Reich gab es mehrere hundert Staumauern, meist zum Sammeln von Brauchwasser, eher selten für die Gewinnung von Frischwasser. Die meisten Staumauern waren so genannte Gewichtsstaumauern, das heißt die Mauer hält dem Wasserdruck nur mittels ihres Eigengewichts stand (See von Homs in Syrien).
Die Römer waren aber auch innovativ im Bau anderer, bis dato unbekannter Dammtypen. In Spanien wurden etwa zahlreiche Pfeilerstaumauern errichtet. Es gibt auch Anfänge von Bogenstaumauern, bei denen der Druck auf die Talflanken abgeleitet wird. Beispiele dafür sind der Glanum-Staudamm in der Provence oder der Dara-Staudamm in Mesopotamien. Der Mischtyp der Bogengewichtsmauer war ebenfalls bekannt. Der Esparragalejo-Staudamm bei Emerita Augusta (Mérida) gilt als die erste Vielfachbogenmauer.
Zu den größten erhaltenen Dämmen gehören die 427 Meter lange Proserpina-Talsperre und die 28 Meter hohe Cornalvo-Talsperre, beide zur Wasserversorgung von Mérida. Die erste und einzige von den Römern gebaute Staumauer in Italien war das gewaltige Sperrwerk von Subiaco, der höchste Staudamm der Antike.

## Abwasserentsorgung

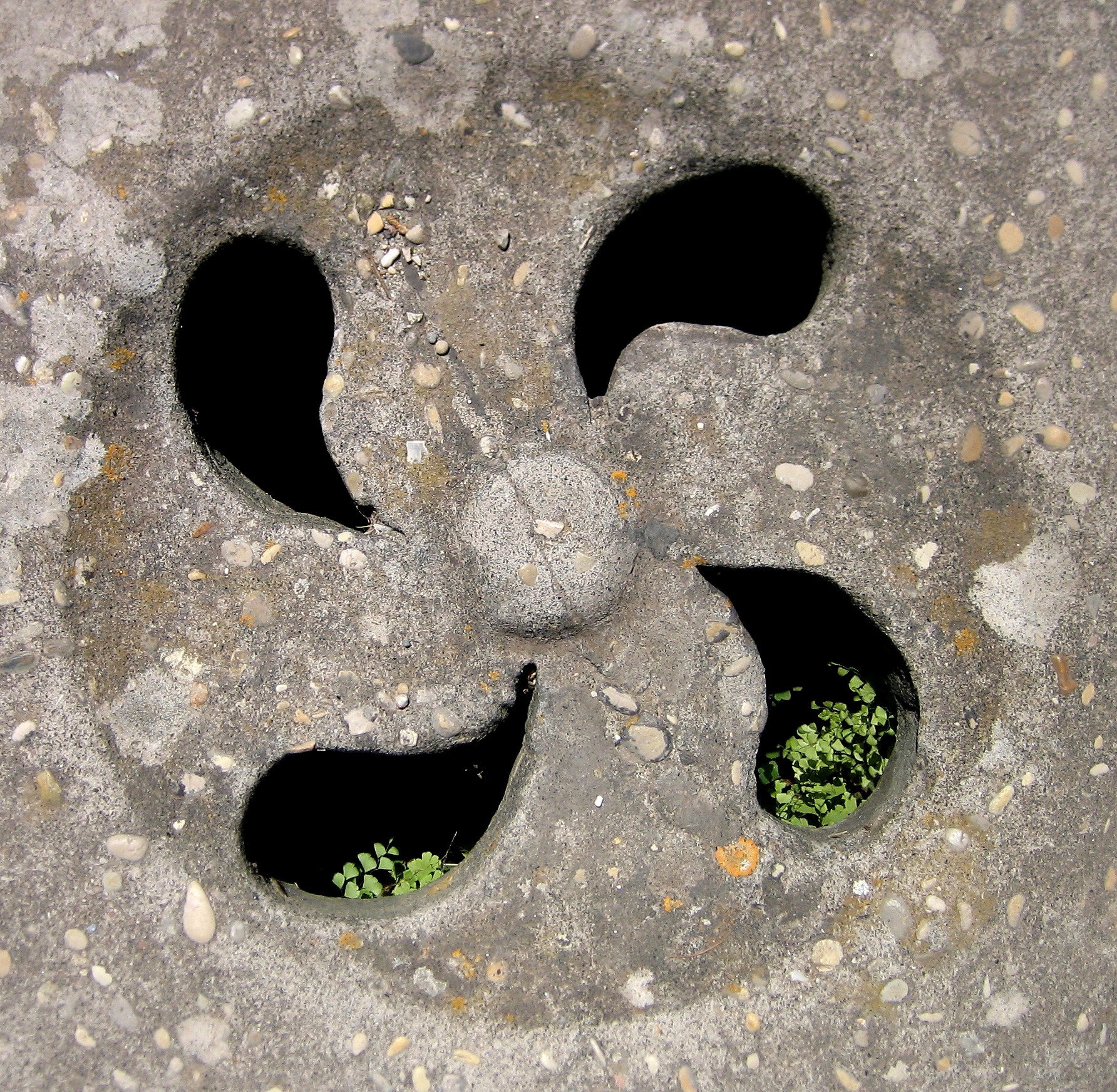
Straßenablauf in Ostia Antica

Die bekannteste Abwasseranlage des römischen Reiches ist die Cloaca Maxima in Rom. Ursprünglich war sie ein offener Kanal, der erst in der Kaiserzeit eingedeckt wurde. Die Cloaca Maxima war bis zu 3 m breit und 4 m hoch. Sie verlief vom Augustusforum zum Tiber, wo sie beim Pons Aemilius mündete.
Auch in anderen Städten sind Kanalisationen gefunden worden. In Köln sind zehn Hauptsammler nachgewiesen; die Breite geht bis 1,5 Meter und die Höhe bis 2,45 Meter und alle mündeten im Rhein. Auch in Augusta Treverorum (dem heutigen Trier), Xanten (Colonia Ulpia Traiana) und Lauriacum (dem heutigen Lorch (Oberösterreich)) gibt es Reste von Abwasserkanälen.
Viele römische Häuser verfügten über Abwasserleitungen und teilweise auch über Toiletten. Auch zu den meisten römischen Straßen gehörte eine Entwässerung. Staatsstraßen wölbten sich von der Mitte hin zum Rande und in vielen Stadtstraßen wurde das Wasser durch Abflussöffnungen in die Kanalisation geleitet. Eine königlich-britische Kommission hielt 1842 nach einer Besichtigung der Abwasseranlagen in Rom diese für hygienischer als jene im damaligen Großbritannien.